# Động đất Afyon 2002
Động đất Afyon 2002 là trận động đất xảy ra vào lúc 10:11 (TRT), ngày 3 tháng 2 năm 2000. Trận động đất có cường độ 6.5 richter, tâm chấn độ sâu khoảng 5 km. Hậu quả trận động đất đã làm 44 người chết, 318 người bị thương.